# آدام بییر

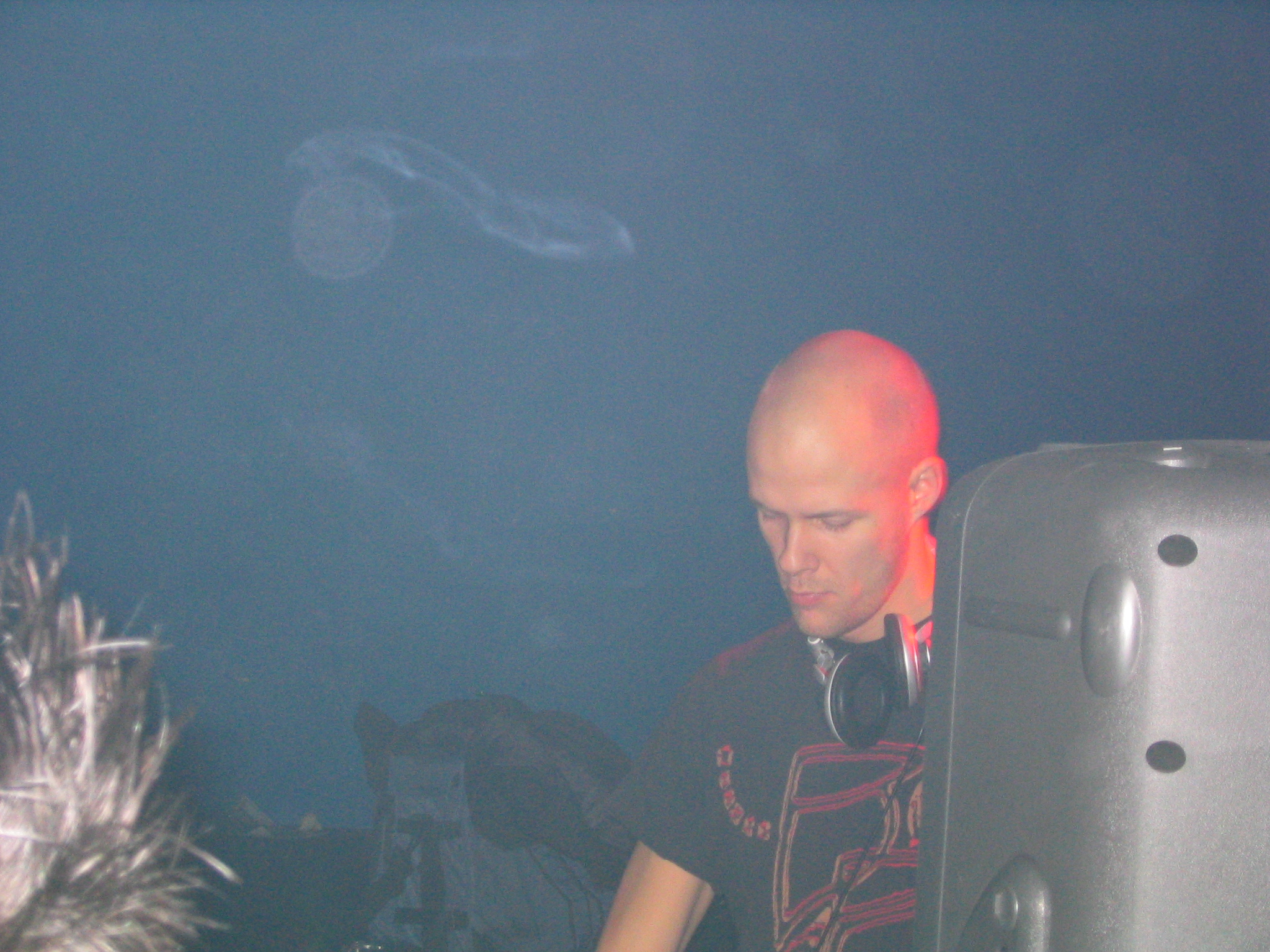
Beyer در سال ۲۰۰۳

آدام بییر (متولد ۱۵ مه ۱۹۷۶ در استکهلم، سوئد) تولیدکننده و دی جی تکنو سوئدی است. او بنیانگذار لیبل درام کد ریکوردز است، و همچنین یکی از چند تن از هنرمندان تکنو سوئدی در اواسط دهه ۱۹۹۰، همراه با CARI Lekebusch و جسپر Dahlback است. بییر با دی جی سوئدی آیدا آندگبرگ ازدواج کرده‌است که سه فرزند دختر دارد.

## دیسکوگرافی
به عنوان یک هنرمند، Beyer چهار آلبوم و تعدادی EP منتشر کرده‌است، در حالی که به عنوان تهیه‌کننده و هنرمند ریمیکس نیز فعالیت می‌کند.

### آلبوم‌های استودیویی
- رمزگشایی (۱۹۹۶)
- Recoded (1997)
- Protechtion (1999)
- Ignition Key (2002)
- Selected Works (1996-2000) (DC01-20 Remastered)
- پارچه 22 (2005)
- پارچه ۲۲ (۲۰۰۵)
- Fuse Presents Adam Beyer (2008)
- "لندن"، (۲۰۰۹)
- "بدون باران" (۲۰۱۱)
- "فلپ" (۲۰۱۲)
- "تماس چشمی" (۲۰۱۲)
- "سؤال بی پاسخ" (با آیدا Engberg) (2013)
- "به من یاد بده" (۲۰۱۴)
- "Capsule" (with Pig & Dan) (2017)
- "Space Date" (با Layton Giordani و Green Velvet) (2018)
- "ذهن شما" (با بارت اسکیلز) (۲۰۱۸)
- "Data Point" (با Green Velvet & Layton Giordani) 2019

## مجله DJ100 دی جی برتر
| سال  | موقعیت | یادداشت          | Ref.        |
| ---- | ------ | ---------------- | ----------- |
| ۲۰۰۳ | ۶۵     | New Entry        | [ ۳ ] [ ۴ ] |
| ۲۰۰۴ | ۵۰     | Up 15            | [ ۳ ] [ ۴ ] |
| ۲۰۰۵ | ۶۷     | Down 17          | [ ۳ ] [ ۴ ] |
| ۲۰۰۶ | ۱۳۴    | Exit (Down 67)   | [ ۳ ] [ ۴ ] |
| ۲۰۰۷ | ۹۷     | Re Entry (Up 37) | [ ۳ ] [ ۴ ] |
| ۲۰۰۸ | ۱۲۶    | Exit (Down 29)   | [ ۳ ] [ ۴ ] |
| ۲۰۰۹ | ۱۳۰    | Out (Down 4)     | [ ۳ ] [ ۴ ] |
| ۲۰۱۰ | ۱۸۱    | Out (Down 51)    | [ ۳ ] [ ۴ ] |
| ۲۰۱۷ | ۱۱۸    | Out              | [ ۳ ] [ ۴ ] |
| ۲۰۱۸ | ۷۹     | Re Entry (Up 39) | [ ۳ ] [ ۴ ] |
| ۲۰۱۹ | ۴۸     | Up 31            | [ ۳ ] [ ۴ ] |